# Osteria

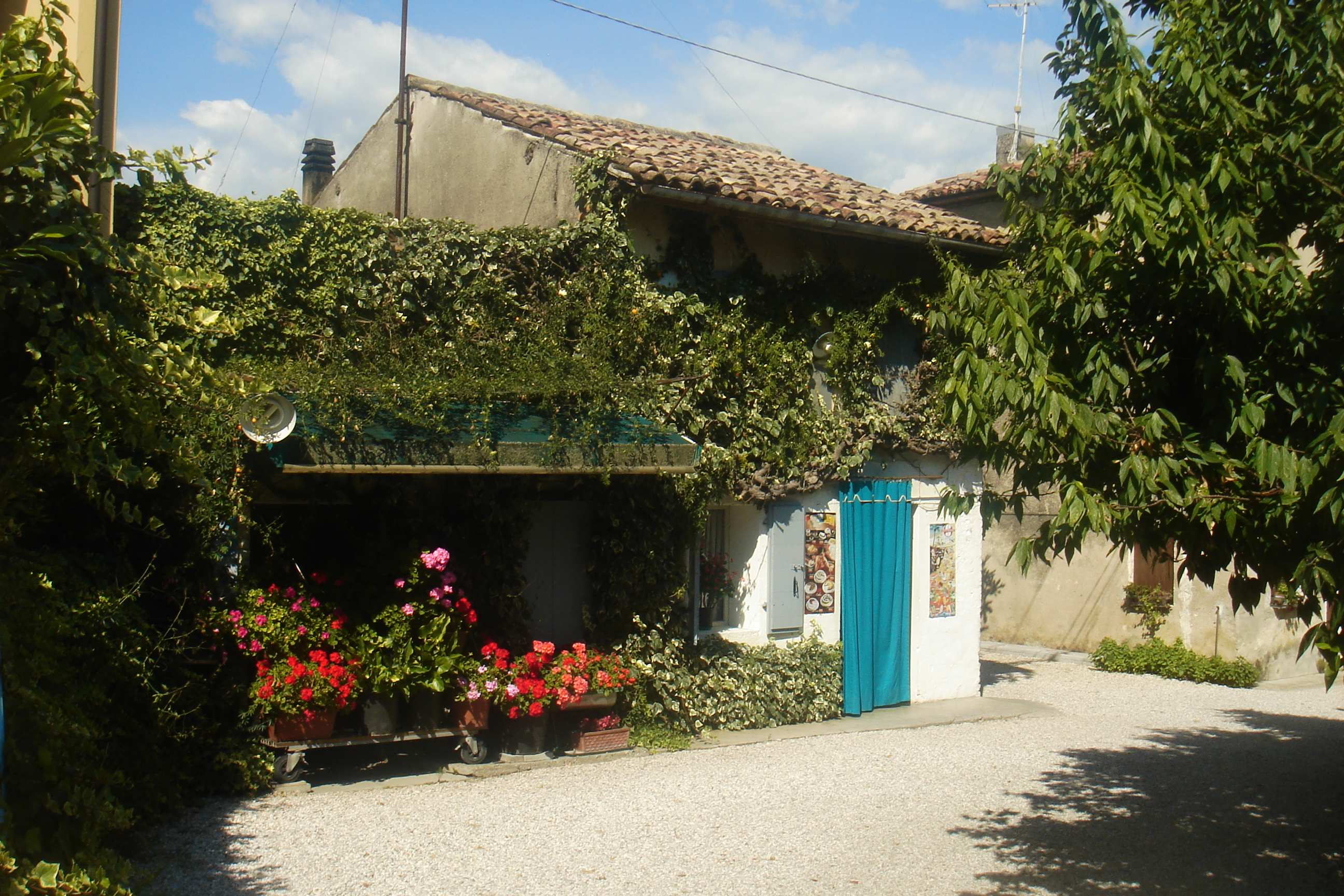
Osteria vénitienne typique à Castello Roganzuolo.

 (août 2012).
Si vous disposez d'ouvrages ou d'articles de référence ou si vous connaissez des sites web de qualité traitant du thème abordé ici, merci de compléter l'article en donnant les références utiles à sa vérifiabilité et en les liant à la section « Notes et références ».
Pour les articles homonymes, voir Osteria (homonymie).
L'osteria est un établissement public en Italie où l'on sert principalement du vin et, dans certains cas, à manger ou des en-cas.

## Origines

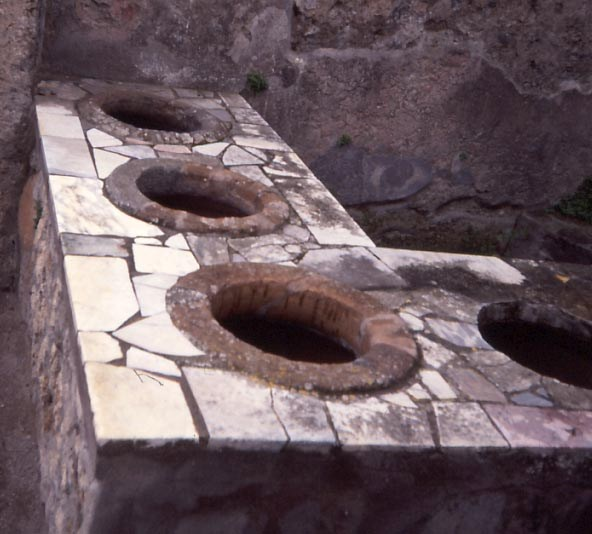
Pompéi - comptoir d'un thermopolium.

Le terme osteria vient de l'ancien français oste ou hoste (hôte), qui dérive lui-même du latin hospes.
Une des premières attestations du terme hostaria se trouve dans les capitulaires de la magistrature des « Signori della Notte » (seigneurs de la nuit) (it), qui, comme leur nom suggère, veillaient sur la tranquillité nocturne de la Venise du XIVe siècle.
Des locaux semblables existaient déjà dans la Rome antique où ils étaient appelés enopolium. Dans les thermopolium, on servait également de la nourriture et des boissons chaudes, maintenues à température dans de grands pots de terre cuite encastrés dans le comptoir (voir photo ci-contre).
Les osterias firent leur apparition comme points de restauration dans les lieux de passage ou de commerce comme les rues, les croisements, les places et les marchés. Ils devinrent rapidement aussi des lieux de rencontre ou de rendez-vous, de relations sociales. Les bâtiments étaient souvent pauvres et humbles. Le vin était l'élément constant, autour duquel tournaient les éléments facultatifs : la nourriture, l'hébergement et la prostitution.

## Aspects sociologiques
L'osteria était, jusqu'au milieu du XXe siècle, un lieu typique des rencontres du soir des personnes de sexe masculin. Ce lieu de rencontre et de socialisation a pendant longtemps offert un des rares moment de rencontre et d'échange d'idées, en plus de l'église et de la place de village.
À partir de l'après-guerre et jusqu'à nos jours, la fréquentation de ces locaux n'a cessé de diminuer.

## L'osteria la plus ancienne

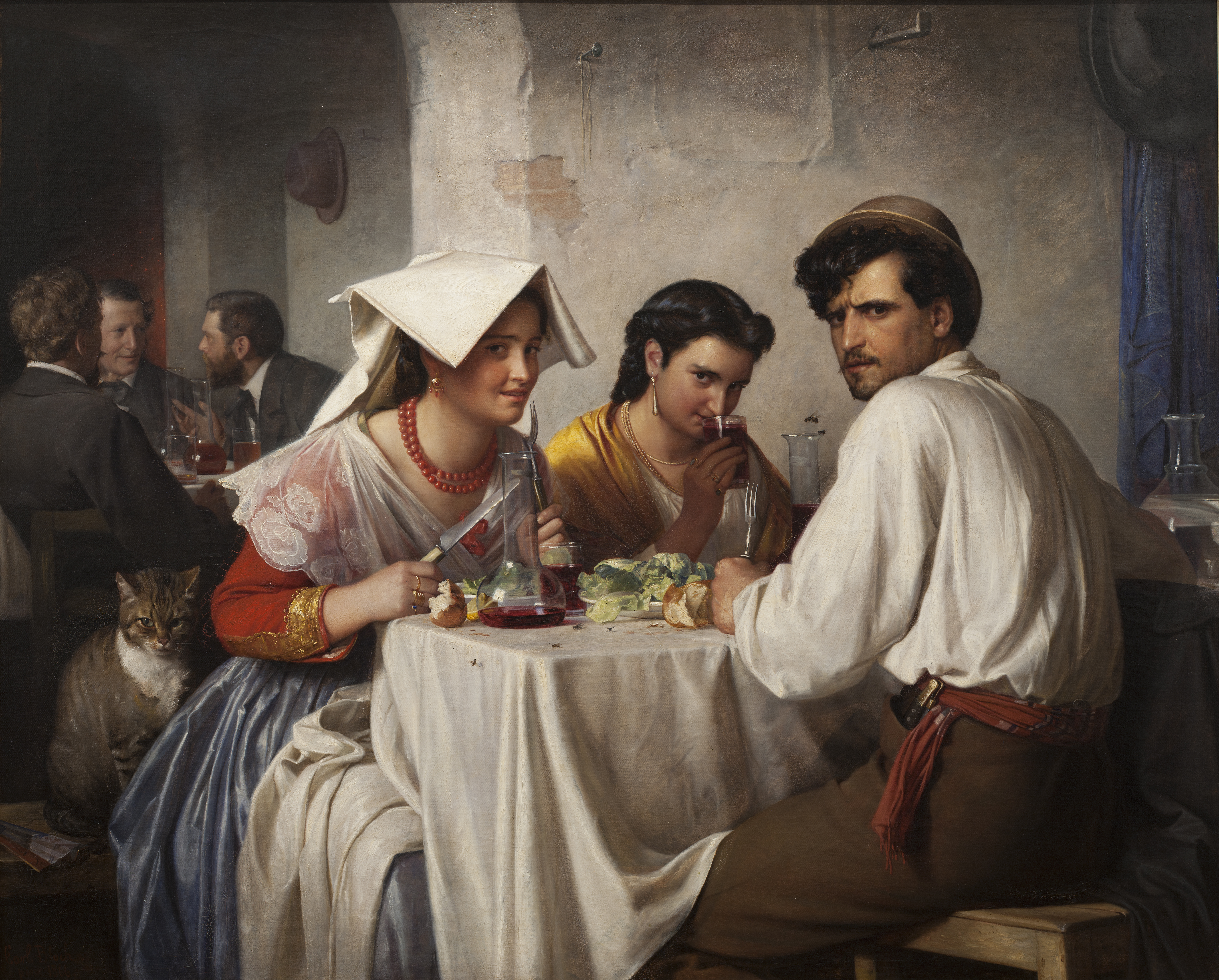
Dans une osteria romaine, de Carl Heinrich Bloch - 1866.

À Ferrare, à côté de la cathédrale, on trouve l'osteria qui est attestée par des documents comme l'osteria la plus ancienne de la Renaissance, depuis 1435.
L'Hostaria del Chiucchiolino existait donc déjà au XVe siècle (actuellement elle s'appelle Albrindisi). En sortant par la porte de l'église (ou en l'évitant), on s'engouffrait dans une ruelle adjacente (actuellement la via degli Adelardi) pour goûter du vin à bord d'une barque : l'osteria se trouvait effectivement dans une petite anse formée d'eau de pluie.
Le sculpteur Benvenuto Cellini, les poètes Ludovico Ariosto et Torquato Tasso y sont passés. L’astronome Nicolas Copernic a vécu et étudié au-dessus de l’osteria.

## Autres
Dans la zone des Castelli romani (latium), l'osteria prend souvent le nom de « Fraschetta (it) », lieux de restauration où l'on consomme principalement de la porchetta.